# 1. općinska nogometna liga Slavonski Brod 1983./84.
1. općinsku nogometnu ligu Slavonski Brod za sezonu 1983./84. je bila liga šestog stupnja nogometnog prvenstva Jugoslavije. 
 
U ligi je sudjelovalo 14 klubova, a prvak je bila "Budainka" iz Slavonskog Broda. 

## Ljestvica
| mj. | klub                       | ut. | pob. | ner. | por. | gol+ | gol- | bod |
| --- | -------------------------- | --- | ---- | ---- | ---- | ---- | ---- | --- |
| 1.  | Budainka Slavonski Brod    | 26  | 14   | 9    | 3    | 46   | 16   | 36  |
| 2.  | Sloboda Slobodnica         | 26  | 16   | 4    | 6    | 62   | 32   | 35  |
| 3.  | Dubrava Zadubravlje        | 26  | 14   | 6    | 6    | 38   | 32   | 34  |
| 4.  | Omladinac Gornja Vrba      | 26  | 11   | 6    | 8    | 44   | 38   | 30  |
| 5.  | Omladinac Staro Topolje    | 26  | 10   | 9    | 7    | 47   | 35   | 29  |
| 6.  | Budućnost Donji Andrijevci | 26  | 11   | 6    | 9    | 40   | 35   | 28  |
| 7.  | Bratstvo Vranovci          | 26  | 10   | 7    | 9    | 35   | 35   | 27  |
| 8.  | Graničar Brodski Varoš     | 26  | 10   | 4    | 12   | 45   | 50   | 24  |
| 9.  | Sloga Vrpolje              | 26  | 7    | 10   | 9    | 30   | 35   | 24  |
| 10. | Slavonac Brodski Stupnik   | 26  | 9    | 6    | 11   | 37   | 45   | 24  |
| 11. | Sloga Gundinci             | 26  | 9    | 4    | 13   | 48   | 53   | 22  |
| 12. | Sloga Gromačnik            | 26  | 8    | 6    | 12   | 33   | 49   | 22  |
| 13. | Polet Stari Slatinik       | 26  | 5    | 8    | 13   | 42   | 55   | 18  |
| 14. | Slaven Trnajni             | 26  | 2    | 5    | 19   | 25   | 64   | 9   |

## Rezultatska križaljka
| kratica | klub                       | BRA | BUDDA | BUDV | DUB | GRA | OMLGV | OMLST | POL | SLAE | SLAO | SLOB | SLOGGR | SLOGGU | SLOGV |
| --- | -------------------------- | --- | ----- | ---- | --- | --- | ----- | ----- | --- | ---- | ---- | ---- | ------ | ------ | ----- |
| BRA | Bratstvo Vranovci          |     |       |      |     |     |       |       |     |      |      |      |        |        |       |
| BUDA | Budainka Slavonski Brod    |     |       |      |     |     |       |       |     |      |      |      |        |        |       |
| BUDU | Budućnost Donji Andrijevci |     |       |      |     |     |       |       |     |      |      |      |        |        |       |
| DUB | Dubrava Zadubravlje        |     |       |      |     |     |       |       |     |      |      |      |        |        |       |
| GRA | Graničar Brodski Varoš     |     |       |      |     |     |       |       |     |      |      |      |        |        |       |
| OMLGV | Omladinac Gornja Vrba      |     |       |      |     |     |       |       |     |      |      |      |        |        |       |
| OMLST | Omladinac Staro Topolje    |     |       |      |     |     |       |       |     |      |      |      |        |        |       |
| POL | Polet Stari Slatinik       |     |       |      |     |     |       |       |     |      |      |      |        |        |       |
| SLAE | Slaven Trnajni             |     |       |      |     |     |       |       |     |      |      |      |        |        |       |
| SLAO | Slavonac Brodski Stupnik   |     |       |      |     |     |       |       |     |      |      |      |        |        |       |
| SLOB | Sloboda Slobodnica         |     |       |      |     |     |       |       |     |      |      |      |        |        |       |
| SLOGGR | Sloga Gromačnik            |     |       |      |     |     |       |       |     |      |      |      |        |        |       |
| SLOGGU | Sloga Gundinci             |     |       |      |     |     |       |       |     |      |      |      |        |        |       |
| SLOGV | Sloga Vrpolje              |     |       |      |     |     |       |       |     |      |      |      |        |        |       |
| |                            |     |       |      |     |     |       |       |     |      |      |      |        |        |       |
| podebljan rezultat - utakmice od 1. do 13. kola (1. utakmica između klubova) rezultat normalne debljine - utakmice od 14. do 26. kola (2. utakmica između klubova) rezultat nakošen - nije vidljiv redoslijed odigravanja međusobnih utakmica iz dostupnih izvora rezultat smanjen * - iz dostupnih izvora nije uočljiv domaćin susreta prekrižen rezultat - poništena ili brisana utakmica p - utakmica prekinuta 3:0 p.f. / 0:3 p.f. - rezultat 3:0 bez borbe |                            |     |       |      |     |     |       |       |     |      |      |      |        |        |       |

 Izvori: 

## Unutrašnje poveznice
- II. općinska liga Slavonski Brod 1983./84.
- III. općinska liga Slavonski Brod 1983./84.
- Međuopćinska liga – Jug 1983./84.